# Brachysomophis umbonis
Brachysomophis umbonis is een straalvinnige vissensoort uit de familie van slangalen (Ophichthidae). De wetenschappelijke naam van de soort is voor het eerst geldig gepubliceerd in 2001 door McCosker & Randall.